# Аурелину-Леал
Аурелину-Леал (порт. Aurelino Leal)  —  муниципалитет в Бразилии, входит в штат Баия. Составная часть мезорегиона Юг штата Баия. Входит в экономико-статистический микрорегион Ильеус-Итабуна. Население составляет 18 179 человек на 2006 год. Занимает площадь 446,446 км². Плотность населения — 40,7 чел./км².
Праздник города — 15 декабря.

## История
Город основан в 1961 году.

## Статистика
- Валовой внутренний продукт на 2003 год составляет 36 741 970,00 реалов (данные: Бразильский институт географии и статистики).
- Валовой внутренний продукт на душу населения на 2003 год составляет 2075,11 реалов (данные: Бразильский институт географии и статистики).
- Индекс развития человеческого потенциала на 2000 год составляет 0,574 (данные: Программа развития ООН).